# Pectinoacasta sculpturata
Pectinoacasta sculpturata is een zeepokkensoort uit de familie van de Archaeobalanidae.